# Streitkräfte der Vereinigten Arabischen Emirate

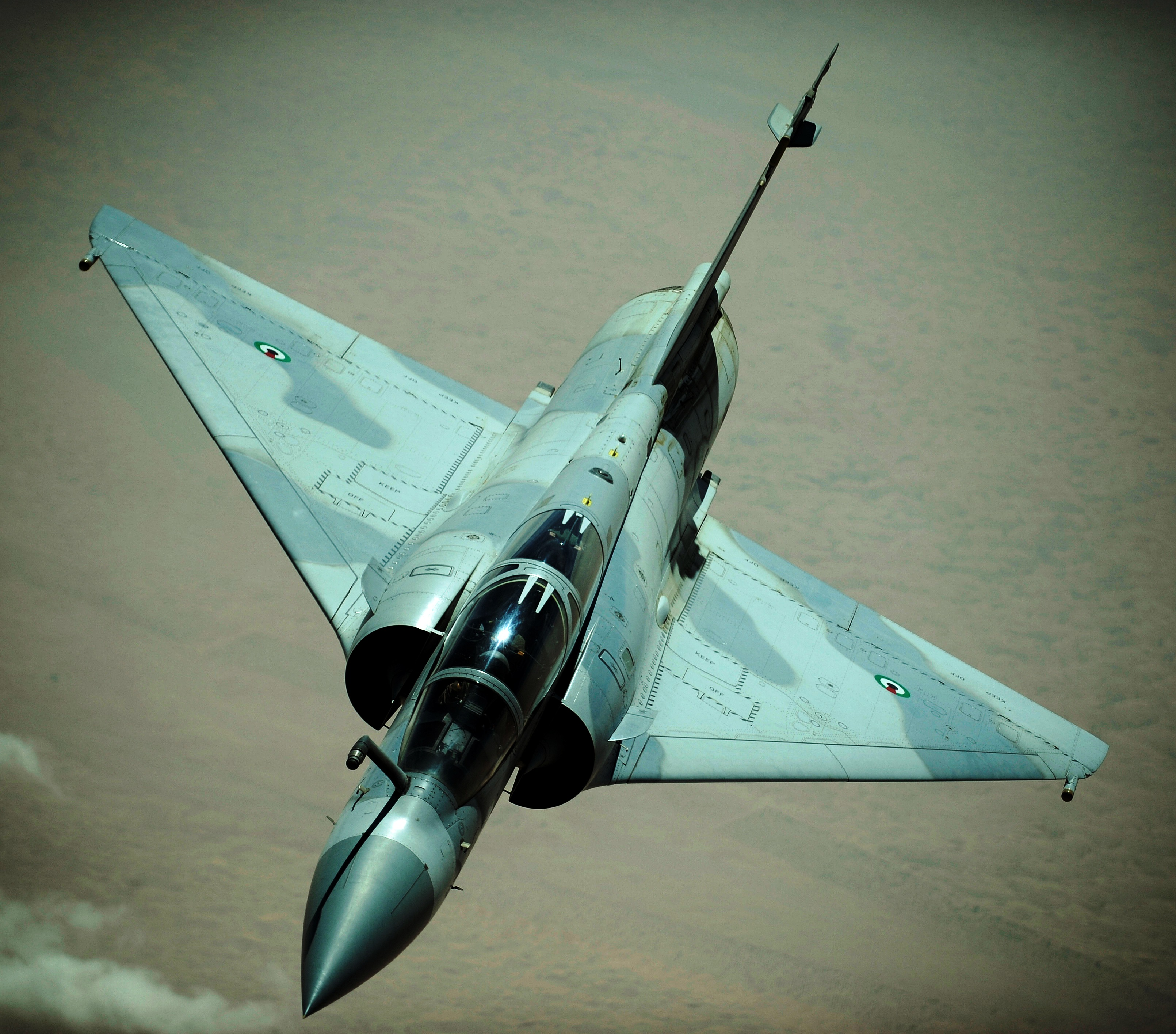
Eine Mirage 2000 der Luftwaffe der Vereinigten Arabischen Emirate (2009)

Die Streitkräfte der Vereinigten Arabischen Emirate
(arabisch القوات المسلحة لدولة الإمارات العربية المتحدة, DMG al-Quwāt al-Musallaḥa li-Dawlat al-ʾImārāt al-ʿArabīyyah al-Muttaḥidah) bestehen im Wesentlichen aus der Union Defence Force (UDF), die sich aus Heer (44.000 Mann), Marine (2.500 Mann), Luftwaffe (4.500 Mann) und Präsidialgarde (12.000 Mann) zusammensetzt. Das Emirat Dubai verfügt dabei über zwei mechanisierte Infanteriebrigaden, die nicht in die UDF integriert sind. Die VAE hatten ein Militärbudget von 23,19 Mrd. US-Dollar im Jahre 2021. Der Anteil der Militärausgaben am BIP betrug 2017 5,2 %.

## Geschichte
Die Vereinigten Arabischen Emirate sind seit 1971/72 eine Föderation von sieben autonomen Emiraten. Die Union Defence Force wurde 1971 gegründet. Drei der Emirate haben zusätzlich eigene Streitkräfte, die von der UDF als Regionalkommandos bezeichnet werden:
- Abu Dhabi Defence Force: 15.000 Mann mit Luftstreitkraft und Marine, bis 1976, jetzt Western Command
- Dubai Defence Force: 20.000 Mann Infanterie, bis 1996, jetzt Central Command
- Ras al Khaymah Defence Force: 9000 Mann, bis 1996, jetzt Northern Command

Die Union Defence Force und die Streitkräfte und der Emirate von Abu Dhabi, Dubai, Ra’s al-Chaima und Schardscha wurden 1976 offiziell verschmolzen, das Kommando wurde in Abu Dhabi eingerichtet. Dubai hat aber seine selbstständigen Kräfte praktisch in vollem Umfang behalten.
Im Syrischen Bürgerkrieg unterstützt (Stand 2014) die Luftstreitkraft der VAE die USA bei Bombardierungen gegen Stellungen der Terrororganisation „Islamischer Staat“.
Im Bürgerkrieg in Libyen seit 2014 hat die Luftstreitkraft der VAE 2014 die Truppen von Haftar unterstützt.

## Organisation
In absoluten Zahlen lässt sich die Größe der Streitkräfte der VAE (circa 63.000 Mann im Jahr 2020) mit der Größe der Streitkräfte der Niederlande oder Kanadas vergleichen. Der Eintritt in die Armee ist für Frauen freiwillig; für Männer gilt eine Wehrpflicht von 16 bis 24 Monaten je nach Bildungsstand.
Oberbefehlshaber der UDF ist der Herrscher von Abu Dhabi, Scheich Chalifa bin Zayid Al Nahyan. Seit dieser im Januar 2014 einen Schlaganfall erlitt, befehligt sein Bruder Muhammad bin Zayid Al Nahyan die UDF.
Verteidigungsminister ist Scheich Muhammad bin Raschid Al Maktum, der Herrscher von Dubai.
In der Verteidigungspolitik der VAE kommt den USA eine zentrale Rolle zu. Ein 1996 ratifiziertes Abkommen erlaubt ihnen die Aufbewahrung von militärischem Material und die Nutzung von Flugplätzen. Die USA sind, neben Frankreich, auch einer der Hauptwaffenlieferanten. Soldaten und Offiziere aus den VAE üben regulär in Militäreinrichtungen der USA.

## Präsidentengarde der VAE
Die Präsidentengarde der Vereinigten Arabischen Emirate wurde 2011 durch die Zusammenlegung der Amiri-Garde, des Sondereinsatzkommandos und des Marinebataillons der VAE-Marine gebildet. Die VAE baten um Ausbildungsunterstützung durch das U.S. Marine Corps (USMC). Das U.S. State Department genehmigte im Oktober 2011 einen Foreign Military Sales (FMS) Training Case für die Präsidentengarde. Die Ausbildungsmission der Marineinfanterie in den VAE (MCTM-UAE) arbeitet unter der Autorität des Missionsleiters als FMS-Titel 22.

## Übersicht
Die Ausstattung der Streitkräfte ist (Stand 2011) nur im geringen Maß interoperabel, Grund ist der erwünschte hohe „Glitzerfaktor“ in der „Beschaffungspolitik“: Es wird das neueste und beste auf dem Markt gekauft, oft ohne Rücksicht auf die Kompatibilität der neuen Waffen mit den bereits gekauften Geräten. Das Militär ist, wie die restliche Gesellschaft, sehr durch eine Zwei-Klassen-Struktur geprägt: Es besteht aus ausländischen Söldnern einerseits und einheimischen Offizieren andererseits. Aus Mangel an Vertrauen in die ausländischen Söldner werden ihnen weder Offiziersposten noch strategisch wichtige Aufgaben zugeteilt. Der Anteil an Ausländern (insbesondere Pakistaner) in der Armee ist mit 30 % vergleichsweise hoch. Als Ausbilder und Berater waren und sind zudem zahlreiche ehemalige Angehörige der US-Streitkräfte tätig, unter anderem James N. Mattis.
Geprägt wird das Militär auch von Rivalitäten zwischen den Emiraten sowie durch eine starke familiäre Bindung zwischen den herrschenden Familien und dem Offizierskorps. Das Emirat Dubai hat mit ca. 15.000 Armeeangehörigen eine Sonderrolle. Das Verhalten der VAE in der internationalen Gemeinschaft in Bezug zu den Menschenrechten ist ambivalent. Sie sind einer Reihe wichtiger Rüstungskontrollabkommen nicht beigetreten, z. B. der Ottawa-Konvention zu Antipersonenminen. Hingegen haben sie im Gegensatz zu einer Reihe von arabischen Staaten die Chemiewaffenkonvention ratifiziert.

### Heer

Flagge des Heeres der VAE

Das Heer verfügte nach Statistiken aus dem Jahr 2021 über rund 420 Kampfpanzer und 8.750 gepanzerte Fahrzeuge.
2005 bestellten die VAE 32 Fuchs-Spürpanzer (Auftragsvolumen 160 Millionen €, rund 205 Millionen US-$). Im Preis enthalten waren Training und bestimmte Ersatzteile. Die VAE gehören zu den größten Abnehmern der deutschen Rüstungsindustrie; im Zeitraum 1999–2009 wurden Rüstungsgüter im Wert von mehr als 1,5 Mrd. € eingekauft. 2009 waren die VAE zweitgrößter Abnehmer mit einem Volumen von 540,7 Mio. €.

#### Gliederung
Das Heer gliedert sich in folgende Brigaden:
- 2 Panzerbrigaden
- 2 Brigaden Mechanisierte Infanterie
- 1 Infanteriebrigaden
- 1 Artilleriebrigade (gegliedert in 3 Regimenter)
- 1 Pioniergruppe

#### Fahrzeuge

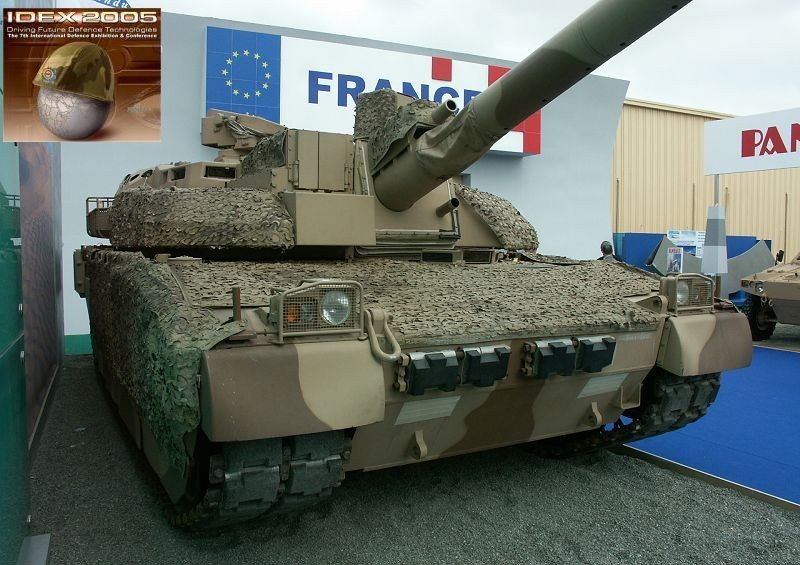
Von der Armee der Vereinigten Arabischen Emirate genutzter Leclerc

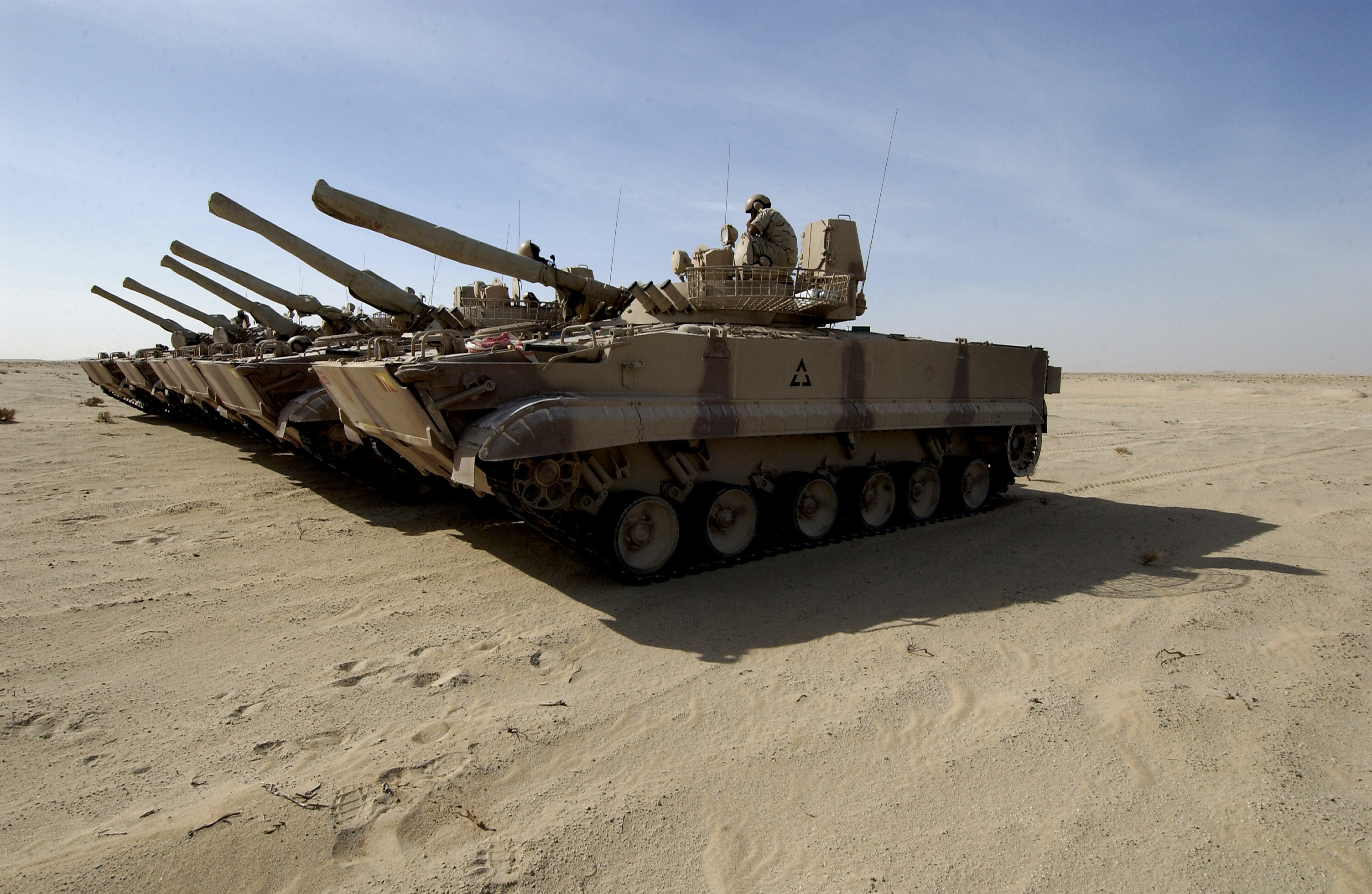
BMP-3 im Dienst der VAE

(Daten aus:)
| Fahrzeug                   | Herkunft                                        | Verwendung                        | Version                                  | Aktiv           | Anmerkungen                                   |
| Panzerfahrzeuge            | Panzerfahrzeuge                                 | Panzerfahrzeuge                   | Panzerfahrzeuge                          | Panzerfahrzeuge | Panzerfahrzeuge                               |
| -------------------------- | ----------------------------------------------- | --------------------------------- | ---------------------------------------- | --------------- | --------------------------------------------- |
| Leclerc                    | Frankreich                                      | Kampfpanzer                       |                                          | 258             |                                               |
| AMX-30                     | Frankreich                                      | Kampfpanzer                       | AMX-30                                   | 45              |                                               |
| FV101 Scorpion             | Vereinigtes Königreich                          | Leichter Spähpanzer               |                                          | 76              |                                               |
| Panhard AML                | Frankreich                                      | Spähpanzer                        | AML-90                                   | 49              |                                               |
| VBL                        | Frankreich                                      | Spähpanzer                        |                                          | 24              |                                               |
| Rabdan                     | Vereinigte Arabische Emirate                    | Schützenpanzer                    |                                          | 55              |                                               |
| BMP-3                      | Russland                                        | Schützenpanzer                    |                                          | 390             | 135 modernisiert zu BMP-3M                    |
| gepanzerte Fahrzeuge       |                                                 |                                   |                                          |                 |                                               |
| Fuchs                      | Deutschland                                     | ABC-Abwehrfahrzeug                |                                          | 32              | 2009 wurden die ersten 16 Fahrzeuge geliefert |
| EE-11 Urutu                | Brasilien                                       | Radpanzer                         |                                          | 120             |                                               |
| BTR-3                      | Ukraine                                         | Radpanzer                         |                                          | 90              | Ausrüstung der Marines                        |
| Patria AMV                 | Finnland                                        | Radpanzer                         |                                          | 45              |                                               |
| Véhicule de l’avant blindé | Frankreich                                      | Radpanzer                         |                                          | 20              |                                               |
| AAPC                       |                                                 | Mannschaftstransporter            |                                          | 136             |                                               |
| Nimr                       | Vereinigte Arabische Emirate                    | Geländewagen Geschütztes Fahrzeug | Hafeet 630A Hafeet Ajban Ajban 440A Jais | 310+            |                                               |
| BAE Caiman                 | Vereinigte Staaten                              | Geschütztes Fahrzeug              |                                          | ca. 460         |                                               |
| International MaxxPro      | Vereinigte Staaten                              | Geschütztes Fahrzeug              | LWB                                      | ca. 680         |                                               |
| Oshkosh M-ATV              | Vereinigte Staaten                              | Mehrzweckfahrzeug                 |                                          | 650             |                                               |
| Pionier- und Bergepanzer   |                                                 |                                   |                                          |                 |                                               |
| AIFV                       | Vereinigte Staaten Vereinigte Arabische Emirate | Pionierpanzer Bergepanzer         | ACV-AESV                                 | 61              |                                               |
| Bergepanzer 2              | Deutschland                                     | Pionierpanzer                     |                                          |                 |                                               |
| AMX-30                     | Frankreich                                      | Bergepanzer                       | D                                        | 4               |                                               |
| BREM-L                     | Russland                                        | Bergepanzer                       |                                          | 85              |                                               |
| Leclerc                    | Frankreich                                      | Bergepanzer                       | ARV                                      | 46              |                                               |
| International MaxxPro      | Vereinigte Staaten                              | Bergepanzer                       | ARV                                      | 15              |                                               |

#### Artillerie und Raketen
- Denel G6 ( Südafrika) – 78
- M109A3 ( Vereinigte Staaten) – 85
- AMX-13 Mk F3 ( Frankreich) – 18
- Firos-25 ( Italien) – 48
- Jobaria ( Vereinigte Arabische Emirate) – 2
- PHL-81 ( Volksrepublik China)
- M142 HIMARS ( Vereinigte Staaten) – 32
- BM-30 ( Sowjetunion) – 6
- L118 105mm Light Gun ( Vereinigtes Königreich) – 73
- Typ 59 ( Volksrepublik China) – 20
- Norinco AH4 ( Volksrepublik China) – 6
- 251 Mörser
- R-17 ( Sowjetunion) – 6
- ATACMS ( Vereinigte Staaten)

#### Panzer- und Flugabwehr
- HOT ( Deutschland/  Frankreich)
- FGM-148 Javelin ( Vereinigte Staaten)
- MILAN ( Deutschland/  Frankreich)
- BGM-71 TOW ( Vereinigte Staaten)
- FFV Carl Gustaf ( Schweden)
- Mistral ( Frankreich)

### Luftstreitkräfte

Flugzeugkokarde der Luftwaffe der VAE

Vorläufer der Luftwaffe der VAE waren die 1968 gegründete Abu Dhabi Army Air Force und der Dubai Defence Force Air Wing. Derzeitiger Kommandeur ist der Generalmajor Ibrahim Nasser Mohammed Al Alawi.
Die fliegenden Verbände, mit Hauptquartier Abu Dhabi, gliedern sich in drei Mehrzweckstaffeln (1., 2., 3.), die mit dem Flugzeugtyp F-16E/F ausgerüstet sind, drei Mehrzweckstaffeln mit dem Typ Mirage 2000, drei Transportstaffeln (1 Staffel C-130, 1 Staffel CN-235M, 1 Staffel C-17), vier Trainingsstaffeln (1 Staffel Grob G 115, 1 Staffel Hawk 112, 1 Staffel PC-7, 1 Staffel PC-21) und einer Hubschrauberstaffel (1 Staffel Bell 412). Zusätzlich unterhält Dubai eine Jagdbomber-/Trainerstaffel (102.) („Hawk“). Mariam al-Mansuri (* 1979) ist die erste Kampfpilotin der Luftstreitkräfte der Vereinigten Arabischen Emirate.

#### Ausrüstung Luftstreitkräfte

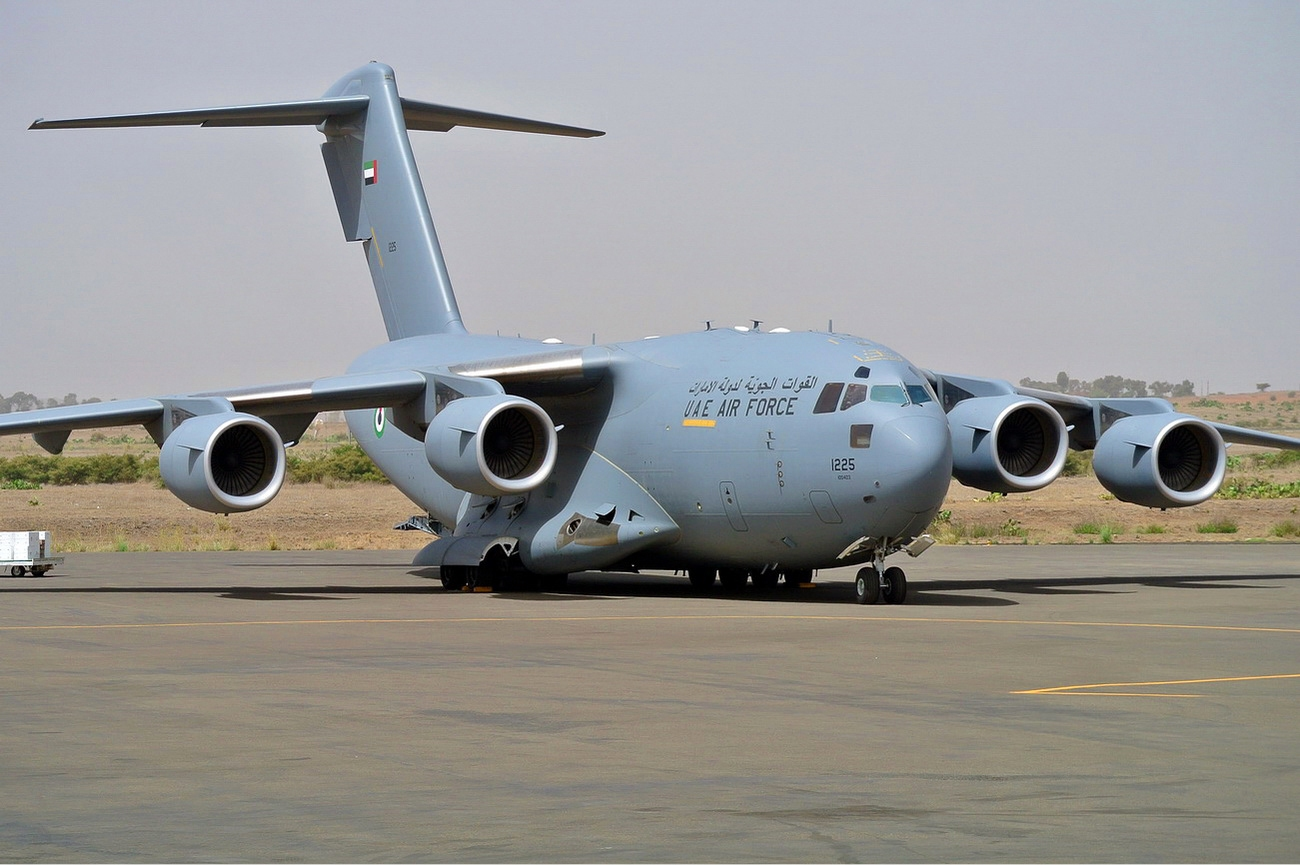
C-17 der Luftstreitkräfte der Vereinigten Emirate

Die 1999 vereinigte Luftwaffe der VAE verfügte 2021 über folgende Ausrüstung:
| Flugzeug                                        | Herkunft                               | Verwendung                                              | Version                    | Aktiv          | Bestellt       | Anmerkungen                                   |
| Kampfflugzeuge                                  | Kampfflugzeuge                         | Kampfflugzeuge                                          | Kampfflugzeuge             | Kampfflugzeuge | Kampfflugzeuge | Kampfflugzeuge                                |
| ----------------------------------------------- | -------------------------------------- | ------------------------------------------------------- | -------------------------- | -------------- | -------------- | --------------------------------------------- |
| Air Tractor AT-802                              | Vereinigte Staaten                     | Leichtes Kampfflugzeug                                  |                            | 20             |                |                                               |
| Calidus B-250                                   | Vereinigte Arabische Emirate Brasilien | Leichtes Kampfflugzeug                                  |                            |                | 24             |                                               |
| Lockheed Martin F-16 Block 60 „Fighting Falcon“ | Vereinigte Staaten                     | Mehrzweckkampfflugzeug                                  | F-16E                      | 56             |                |                                               |
| Lockheed Martin F-35                            | Vereinigte Staaten                     | Mehrzweckkampfflugzeug                                  | F-35A                      |                |                | Die Anschaffung von 50 Exemplaren ist geplant |
| Dassault Mirage 2000                            | Frankreich                             | Mehrzweckkampfflugzeug                                  | 2000-9 EAD RAD             | 44             |                |                                               |
| Dassault Rafale                                 | Frankreich                             | Mehrzweckkampfflugzeug                                  | F4                         |                | 80             | [ 16 ]                                        |
| Mehrzweckflugzeuge                              |                                        |                                                         |                            |                |                |                                               |
| De Havilland DHC-8                              | Kanada                                 | Seefernaufklärer                                        |                            | 2              |                |                                               |
| Saab GlobalEye AEW&C                            | Kanada                                 | Airborne Warning and Control System Aufklärungsflugzeug | Global 6000                | 5              | 2              |                                               |
| Airbus A330 MRTT                                | Europäische Union                      | Tankflugzeug                                            |                            | 3              | 2              |                                               |
| Transportflugzeuge                              |                                        |                                                         |                            |                |                |                                               |
| CASA CN-235                                     | Spanien                                | Transportflugzeug                                       |                            | 9              |                |                                               |
| Boeing C-17A „Globemaster III“                  | Vereinigte Staaten                     | Transportflugzeug                                       |                            | 8              |                |                                               |
| Lockheed C-130                                  | Vereinigte Staaten                     | Transportflugzeug                                       | C-130H C-130 L-100         | 8              |                |                                               |
| Piaggio P.180                                   | Italien                                | Transportflugzeug                                       |                            | 2              |                |                                               |
| Beechcraft King Air                             | Vereinigte Staaten                     | Transportflugzeug                                       | King Air 350               | 2              |                |                                               |
| DHC-6 Twin Otter                                | Kanada                                 | STOL-Transportflugzeug                                  |                            | 1              |                |                                               |
| Daher Kodiak 100                                | Vereinigte Staaten                     | STOL-Transportflugzeug                                  |                            | 1              |                |                                               |
| PAC P-750 XSTOL                                 | Neuseeland                             | STOL-Transportflugzeug                                  |                            | 1              |                |                                               |
| Hubschrauber                                    |                                        |                                                         |                            |                |                |                                               |
| Bell 407                                        | Vereinigte Staaten                     | Mehrzweckhubschrauber                                   |                            | 1              |                |                                               |
| Bell 412                                        | Vereinigte Staaten                     | Mehrzweckhubschrauber                                   |                            | 4              |                |                                               |
| Eurocopter AS 550 „Fenec“                       | Europäische Union                      | Mehrzweckhubschrauber                                   |                            | 2              |                |                                               |
| AgustaWestland AW139                            | Italien                                | Mittlerer Mehrzweckhubschrauber                         |                            | 8              |                |                                               |
| Unbemannte Luftfahrzeuge                        |                                        |                                                         |                            |                |                |                                               |
| Chengdu Wing Loong                              | Volksrepublik China                    | Kampfdrohne                                             | Wing Loong I Wing Loong II |                |                | [ 3 ]                                         |
| General Atomics MQ-1                            | Vereinigte Staaten                     | Aufklärungsdrohne                                       | RQ-1E                      |                |                | [ 3 ]                                         |
| Schulflugzeuge und -hubschrauber                |                                        |                                                         |                            |                |                |                                               |
| Eurocopter AS.350 „Ecureuil“                    | Europäische Union                      | Schulhubschrauber                                       |                            | 1              |                |                                               |
| Bell 407                                        | Vereinigte Staaten                     | Schulhubschrauber                                       |                            | 13             |                |                                               |
| Lockheed Martin F-16                            | Vereinigte Staaten                     | Schulflugzeug                                           | F-16F                      | 22             |                |                                               |
| Dassault Mirage 2000                            | Frankreich                             | Schulflugzeug                                           | 2000-9DAD                  | 15             |                |                                               |
| BAE Hawk                                        | Vereinigtes Königreich                 | Schulflugzeug                                           | Hawk 102                   | 12             |                |                                               |
| Grob G 115                                      | Deutschland                            | Schulflugzeug                                           |                            | 12             |                |                                               |
| Beechcraft King Air                             | Vereinigte Staaten                     | Schulflugzeug                                           | King Air 90                | 3              |                |                                               |
| Aermacchi MB.339NAT                             | Italien                                | Schulflugzeug                                           |                            | 12             |                |                                               |
| Pilatus PC-7 „Turbo Trainer“                    | Schweiz                                | Schulflugzeug                                           | PC-7                       | 31             |                |                                               |
| Pilatus PC-21                                   | Schweiz                                | Schulflugzeug                                           | PC-21                      | 25             |                |                                               |

#### Ausrüstung Joint Air Command
| Typ                       | Herkunft                          | Funktion                              | Version            | Aktiv              | Bestellt           | Anmerkungen                                  |
| Mehrzweckflugzeuge        | Mehrzweckflugzeuge                | Mehrzweckflugzeuge                    | Mehrzweckflugzeuge | Mehrzweckflugzeuge | Mehrzweckflugzeuge | Mehrzweckflugzeuge                           |
| ------------------------- | --------------------------------- | ------------------------------------- | ------------------ | ------------------ | ------------------ | -------------------------------------------- |
| Cessna 208                | Vereinigte Staaten                | Aufklärungsflugzeug                   |                    | 13                 |                    |                                              |
| de Havilland Canada DHC-6 | Kanada                            | Aufklärungsflugzeug Transportflugzeug |                    | 3 7                |                    |                                              |
| Hubschrauber              |                                   |                                       |                    |                    |                    |                                              |
| Boeing AH-64              | Vereinigte Staaten                | Kampfhubschrauber                     | D E                | 30                 | 10                 |                                              |
| Eurocopter Dauphin        | Europäische Union                 | Mehrzweckhubschrauber                 | AS565              | 12                 |                    |                                              |
| Bell 407                  | Vereinigte Staaten                | Mehrzweckhubschrauber                 |                    | 29                 |                    |                                              |
| Eurocopter AS 550 „Fenec“ | Europäische Union                 | Mehrzweckhubschrauber                 |                    | 15                 |                    |                                              |
| AgustaWestland AW139      | Italien                           | SAR-Hubschrauber                      |                    | 6                  |                    |                                              |
| AgustaWestland AW609      | Italien                           | SAR-Kipprotorflugzeug                 |                    |                    |                    | Die Anschaffung von 3 Maschinen sind geplant |
| Boeing-Vertol CH-47       | Vereinigte Staaten                | Transporthubschrauber                 | C F                | 28                 |                    |                                              |
| Aérospatiale AS 332       | Frankreich Vereinigtes Königreich | Transporthubschrauber                 |                    | 8                  |                    |                                              |
| Sikorsky UH-60            | Vereinigte Staaten                | Transporthubschrauber                 | S-70 UH-60L UH-60M | 80                 |                    |                                              |

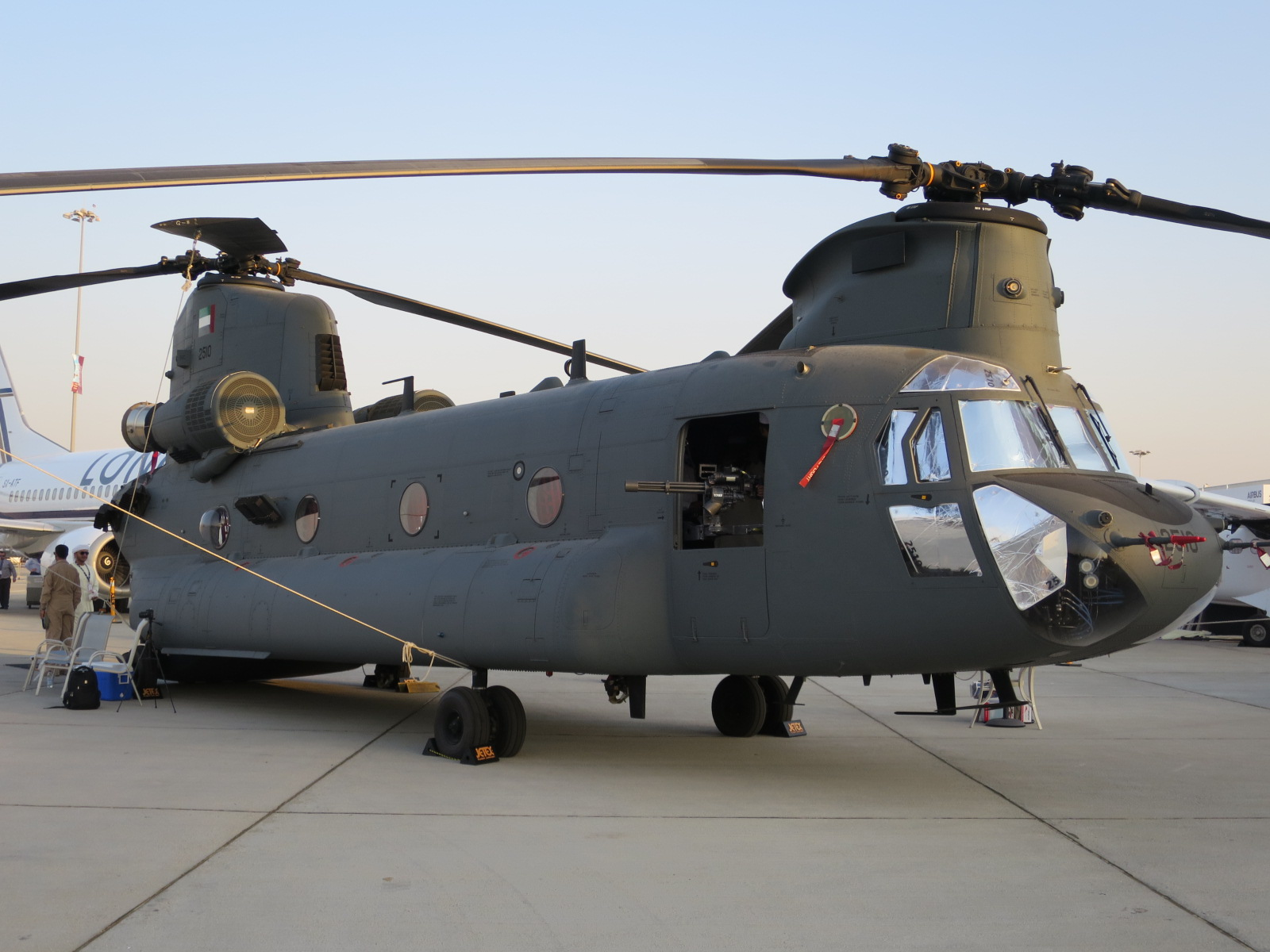
CH-47 Transporthubschrauber auf der Dubai Airshow

Ehemalige Luftfahrzeuge: Antonow An-124 „Ruslan“; Beechcraft 1900; Short Skyvan; Grumman Gulfstream IV; Bell 206; Bell 214

#### Flugabwehr
Die Flugabwehr gliedert sich in folgende Brigaden und Bataillonen:
- 2 Flugabwehrbrigaden
  - je 3 Bataillone mit I-HAWK, MIM-104 Patriot
- 3 Bataillone mit verschiedenen Kurzstreckenluftabwehrraketensystemen (9K310 Igla-1, 96K6 Panzir, RBS-70, Javelin, Mistral, Rapier, Crotale)
- 2 Raketenabwehrbatterien mit THAAD

Als Ausrüstung im Einzelnen ist vorhanden:
- GDF-005 ( Schweiz)

### Marine

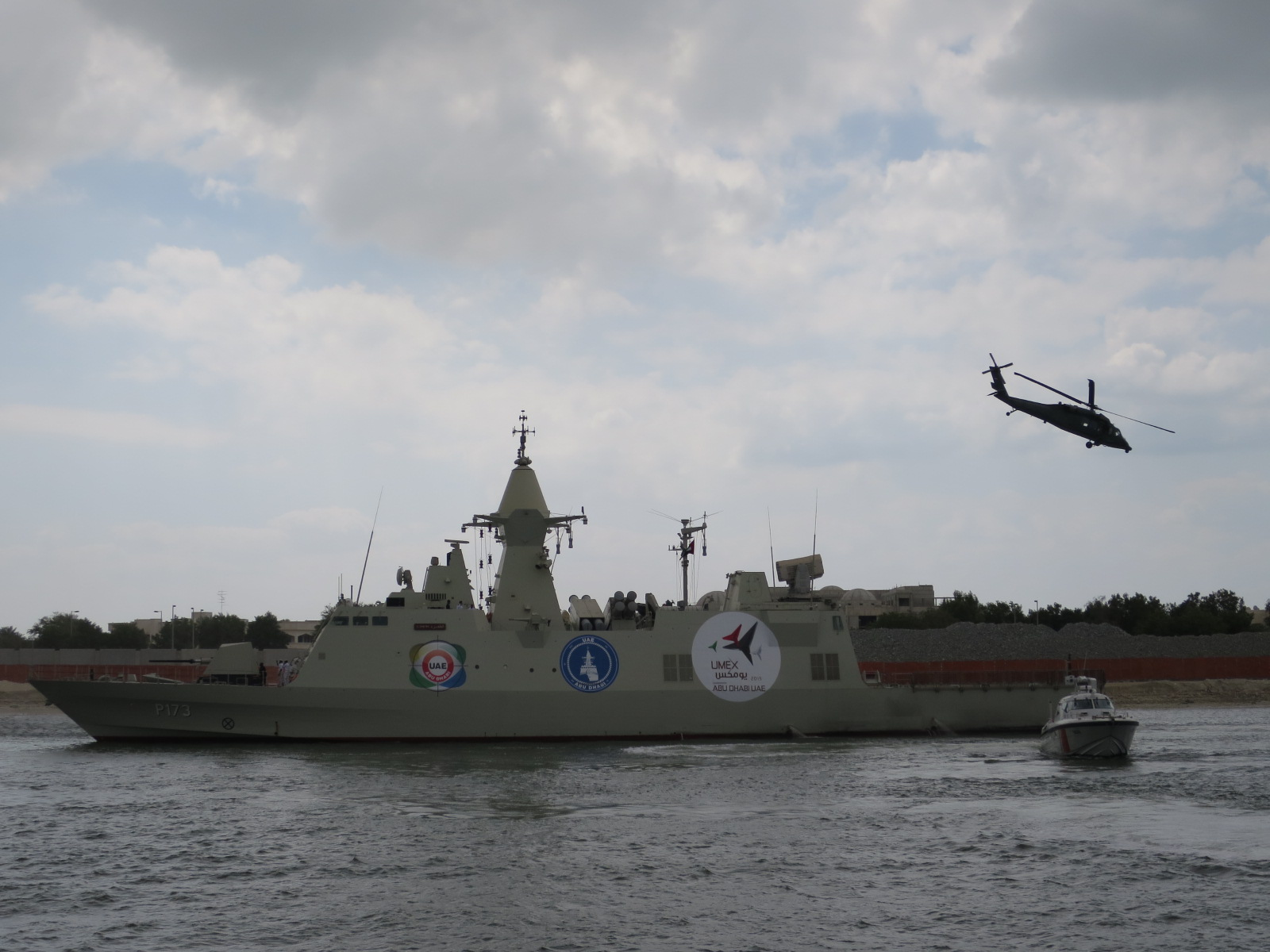
Korvette der Baynunah-Klasse

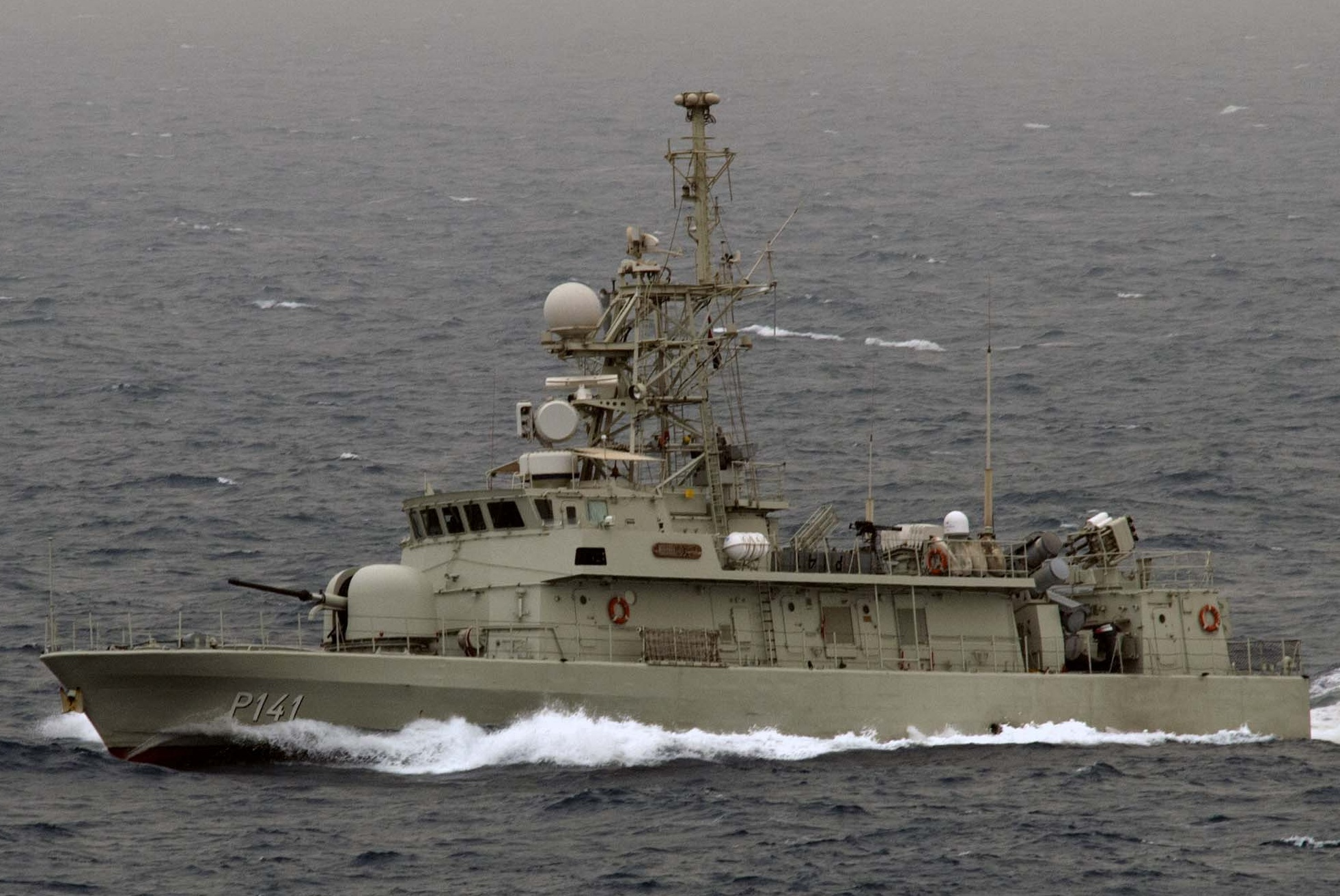
Schnellboot der Mubarraz-Klasse

Die Marine der Vereinigten Arabischen Emirate hat eine Personalstärke von 2.500 Soldaten und wird von Konteradmiral Sheikh Saeed bin Hamdan bin Mohammed Al Nahyan geleitet.
Die Marine der VAE verfügt über folgende größere Kampf-, Hilfs- und Landungsschiffe:
| Klasse      | Herkunft                                | Funktion              | Aktiv | Schiff                                               | Schiff                        | Anmerkungen                               |
| Klasse      | Herkunft                                | Funktion              | Aktiv | Name                                                 | Kennung                       | Anmerkungen                               |
| ----------- | --------------------------------------- | --------------------- | ----- | ---------------------------------------------------- | ----------------------------- | ----------------------------------------- |
| Baynunah    | Frankreich Vereinigte Arabische Emirate | Korvette              | 6     | Baynunah Al Hesen Al Dhafra Mezyad Al Jahili Al Hili | P171 P172 P173 P174 P175 P176 |                                           |
| Abu-Dhabi   | Italien                                 | Korvette              | 1     | Abu Dhabi                                            | P191                          |                                           |
| Gowind      | Frankreich                              | Korvette              | 2     | Bani Yas Al Emarat                                   | P110 P111                     | [ 20 ]                                    |
| Muray-Jib   | Deutschland                             | Korvette              | 2     | Murayjib Das                                         | P161 P162                     |                                           |
| Falaj-2     | Italien                                 | Patrouillenboot       | 2     | Ghantut Salalah                                      | P251 P252                     |                                           |
| Falaj-3     | Vereinigte Arabische Emirate            | Patrouillenboot       | 0     |                                                      |                               | Vier Schiffe wurden im Mai 2021 bestellt. |
| Mubarraz    | Deutschland                             | Schnellboot           | 2     | Mubarraz Makasib                                     | P141 P142                     |                                           |
| Ban-Yas     | Deutschland                             | Schnellboot           | 6     | Baniyas Marban Rodqum Shaheen Saqar Tarif            | P151 P152 P153 P154 P155 P156 |                                           |
| Ghannatha   | Vereinigte Arabische Emirate            | Flugkörperschnellboot | 24    |                                                      |                               | [ 22 ]                                    |
| Frankenthal | Deutschland                             | Minenabwehrfahrzeug   | 2     | Al Hasbah Al Murjan                                  | M01 M02                       |                                           |
|             | Malaysia                                | Landungsschiff        | 2     | Al Quwaisat Al Putaisi                               | A81 A82                       |                                           |
|             | Singapur                                | Landungsschiff        | 3     | Al Feyi Dayyinah Jananah                             | L51 L52 L53                   |                                           |
|             | Vereinigte Arabische Emirate            | Landungsschiff        | 1     | Al Shareeah                                          | L71                           |                                           |
|             | Deutschland                             | Hilfsschiff           | 2     | Rmah Afaq                                            | A61 A62                       |                                           |
|             |                                         | Schulschiff           | 1     | Al Semeih                                            | A71                           |                                           |

Daneben verfügt die Marine noch über 11 weitere Landungsboote.